# Обикновен дедалеопсис
Обикновеният дедалеопсис (Daedaleopsis confragosa) е вид неядлива базидиева гъба от семейство Polyporaceae.

## Описание
Плодното тяло е полукръгло и има формата на ветрило. То е странично захванато за субстрата. Достига 15 cm широчина и 3 cm дебелина и е хоризонтално разперено, често керемидообразно разположено спрямо съседни екземпляри, като е възможно понякога да е частично сраснато с тях. Има радиални и концентрични набраздявания. Оцветено е в охрено-ръждивокафяво, в периферията по-светло до белезникаво, с остър ръб. Тръбиците са разположени по долната повърхност на плодното тяло и завършват с леко ъгловати пори, които на цвят са светлосиви, със застаряването сиво-кафеникави, а при нараняване порозовяващи и покафеняващи. Месото е тънко, с коркова консистенция, като при по-младите образци е охрено, а при по-старите е сиво-кафяво. Има леко нагарчащ вкус и свеж мирис. Гъбата се счита за неядлива.

## Местообитание
Расте през януари – декември, поединично и по-често на групи върху живи и мъртви стволове и клони на широколистни дървета (най-вече на габър, върба, бреза).